# Napoléon en triomphateur
Napoléon en triomphateur est une statue de François-Frédéric Lemot de 1808.

## Situation
La statue est dans la cour Puget du Musée du Louvre, dans le département des sculptures, aile Richelieu.

## Description
La statue représente Napoléon Ier en pied, en tenue triomphateur romain : il est vêtu d'un manteau d'abeilles noué sur l'épaule gauche, couronné de lauriers et porte la légion d'honneur à un collier d'aigles.
De sa main droite, il tient un sceptre tandis que de l'autre il saisit la poignée de son épée.

## Histoire
La statue a été commandée à François-Frédéric Lemot par Vivant Denon pour l'arc du Carrousel, la statue fut refusée par Napoléon Ier et descendue du monument peu de temps après son inauguration, en 1808.

## Sculpteur
Philippe-Laurent Roland (1772-1827) est un sculpteur néo-classique français, lauréat du prix de Rome.